# أنجيلوس أناستاسياديس
أنجيلوس أناستاسياديس (باليونانية: Άγγελος Αναστασιάδης)‏ هو لاعب كرة قدم ومدرب كرة قدم يوناني في مركز الوسط، ولد في 8 مارس 1953 في سالونيك في اليونان. شارك مع منتخب اليونان لكرة القدم. أما مع النوادي، فقد لعب مع باناثينايكوس ونادي باوك.

## وصلات خارجية
- أنجيلوس أناستاسياديس على موقع قاعدة بيانات كرة القدم.إي يو (الإنجليزية)
- أنجيلوس أناستاسياديس على موقع ناشيونال فوتبول تيمز (الإنجليزية)